# (911) Agamemnon
Pour les articles homonymes, voir Agamemnon (homonymie).
(911) Agamemnon est un astéroïde troyen de Jupiter. Il a été découvert en 1919 par l'astronome Karl Wilhelm Reinmuth.

## Caractéristiques

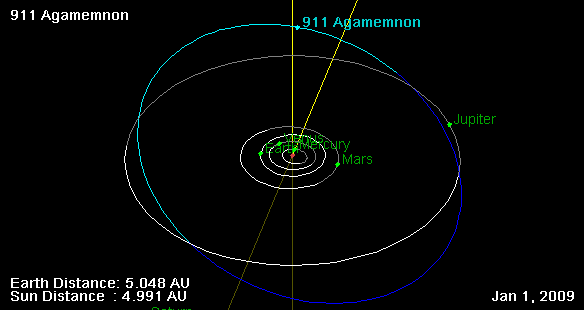
Orbite au 1er janvier 2009 en astronomie.

Il partage son orbite avec Jupiter autour du Soleil au point de Lagrange L4, c'est-à-dire qu'il est situé à 60° en avance sur Jupiter.
Les calculs d'après les observations de l'IRAS lui accordent un diamètre d'environ 167 kilomètres.
Son nom fait référence au héros grec Agamemnon.
Sa désignation provisoire était 1919 FD.